# Meenakshi Seshadri
Meenakshi Seshadri (in hindī मीनाक्षी शेषाद्रि, Mīnākṣī Śēṣādri; in telugu మీనాక్షి శేషాద్రి, Mīnākṣi Śēṣādri; Sindri, 16 novembre 1963) è un'attrice indiana, attiva dal 1981 al 1996.

## Filmografia parziale
- Painter Babu, regia di Ashok V. Bhushan (1983)
- Hero, regia di Subhash Ghai (1983)
- Meri Jung, regia di Subhash Ghai (1985)
- Swati, regia di Kranthi Kumar (1986)
- Dahleez, regia di Ravi Chopra (1986)
- Dacait, regia di Rahul Rawail (1987)
- Inaam Dus Hazaar, regia di Jyotin Goel (1987)
- Shahenshah, regia di Tinnu Anand (1988)
- Awaargi, regia di Mahesh Bhatt (1990)
- Jurm, regia di Mahesh Bhatt (1990)
- Ghayal, regia di Rajkumar Santoshi (1990)
- Ghar Ho To Aisa, regia di Kalpataru (1990)
- Damini, regia di Rajkumar Santoshi (1993)
- Duet, regia di K. Balachander (1994)
- Ghatak: Lethal, regia di Rajkumar Santoshi (1996)